# Srbská národní obnova
Srbská národní obnova (v srbské cyrilici Српска народна обнова, zkratka SNO/СНО) byla nacionalistická politická strana, která vznikla během vlny bouřlivého zakládání různých stran na přelomu zimy a jara 1990 v Jugoslávii poté, co se komunisté veřejně odřekli mocenského monopolu.
Strana byla založena během mítinku srbských nacionalistů 6. ledna 1990 v sále kina Sutjeska v Staré Pazově. Její členové byli převážně původem z antikomunistického uskupení Društvo Sava, předsedou strany se stal Mirko Jović, který byl až do té doby předsedou sdružení. Dalším prominentním politikem byl „matador“ srbské politiky Vuk Drašković, který v ní ale nezůstal dlouho. 14. března 1990 se odtrhlo křídlo SNO a založilo zcela novou stranu – Srbskou národní obranu, která se sjednotila se srbským hnutím Svobody Vojislava Šešelja, a vzniklo tak Srbské hnutí obnovy.
Srbská národní obnova prosazovala nacionalistický program – obnovu Jugoslávie v podobě než přišli k moci komunisté, restauraci monarchie a povolání dynastie Karađorđevićů zpět na trůn. Odmítla uznat socialistickou federaci šesti národů a např. Makedonce, Bosňáky či Černohorce označila za Srby. V jugoslávských sdělovacích prostředcích, především v těch chorvatských či slovinských, vyvolalo setkání a vznik takovéto strany, rehabilitující myšlenku velkého Srbska, veliké obavy. Mnohé deníky, které ještě byly v rukou různých komunistických organizací, označili nové sdružení za důkaz toho, že se „kolo dějin může otočit zpět“ a za ukázku rozdmýchávání nenávisti mezi Srby a Chorvaty.